# زكي أباد (ساوجبلاغ)
زكي أباد هي قرية في مقاطعة ساوجبلاغ، إيران. عدد سكان هذه القرية هو 1,051 في سنة 2006.